# Donal O’Shea

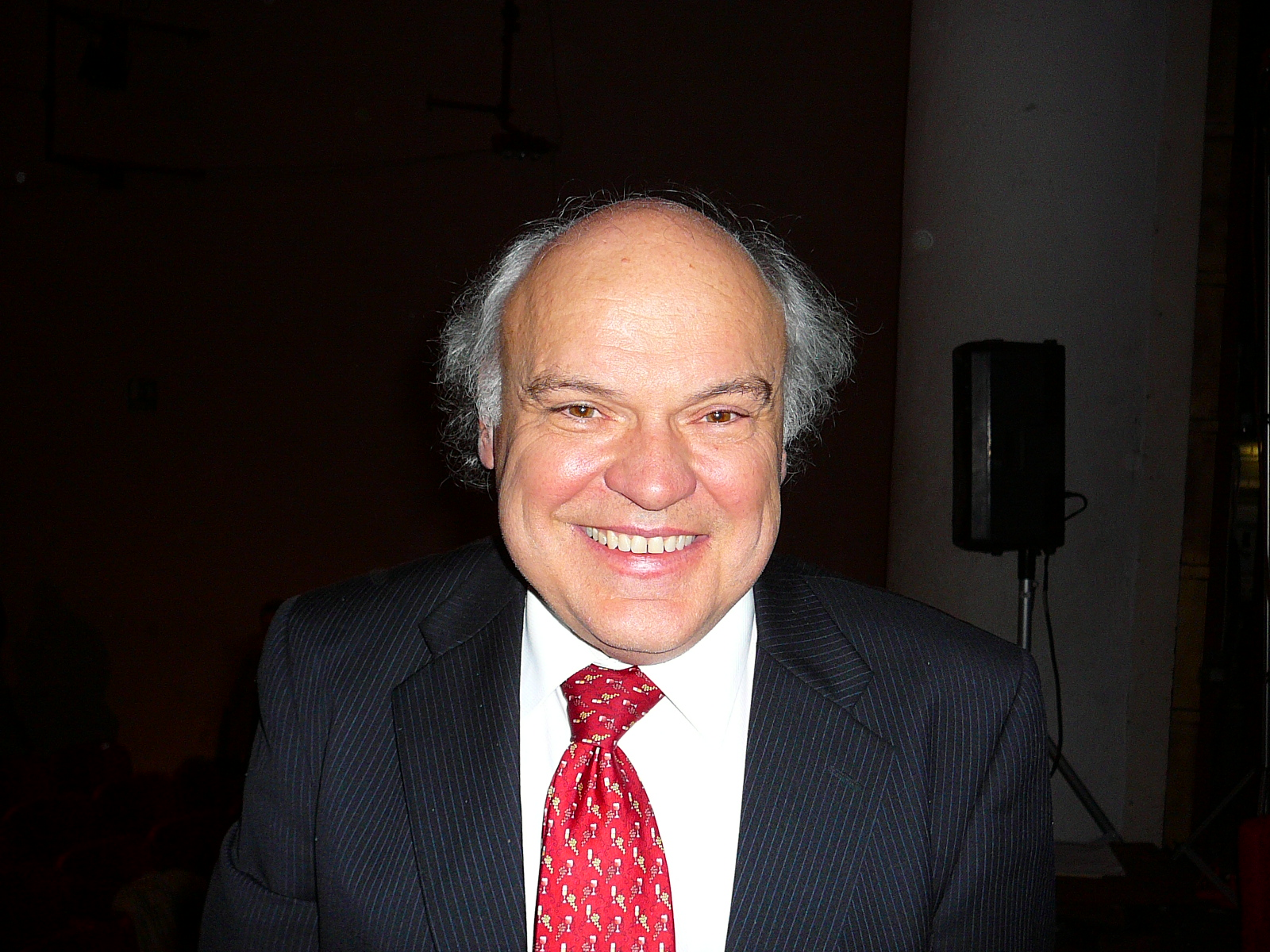
Donal O’Shea

Donal Bartholomew O’Shea (* 1952 in Kanada) ist ein kanadisch-US-amerikanischer Mathematiker, der sich mit Algebraischer Geometrie befasst.
O’Shea besuchte bis 1974 (Bachelor-Abschluss) die Harvard University und erwarb 1977 seinen Master-Abschluss (An Exposition of catastrophe theory and its applications to phase transitions) an der Queen’s University in Kingston (Ontario), an der er 1981 bei Albert Coleman promoviert wurde (On μ-Equivalent Families of Singularities). Ab 1980 war er Assistant Professor am Mount Holyoke College, ab 1986 Associate Professor und ab 1991 Professor und 1990 bis 1993 war er Direktor des Five Colleges Regional Geometry Institute. Er stand 1993 bis 1996 der Mathematikfakultät am Mount Holyoke vor und war ab 1996 als Elizabeth T. Kennan Professor. Er war dort 1998 bis 2012 Dekan der Mathematikfakultät und Vizepräsident für Akademische Angelegenheiten (2015). Er ist seit 2012 Präsident des New College of Florida.
Er befasst sich mit Theorie der Singularitäten reeller und komplexer Hyperflächen und rechnerischen Methoden der algebraischen Geometrie. Außerdem befasste er sich mit Algorithmen zur Erkennung von Polypen im Darm bei Computertomographie, funktionaler Computertomographie des menschlichen Gehirns und Mathematikpädagogik. Seine Diplomarbeit war über Klassifikation von Phasendiagrammen der statistischen Mechanik mit Katastrophentheorie.
Er war Gastwissenschaftler an der University of Cambridge (2011), der University of Edinburgh (2005), der University of Miami (2004), der Universität Kaiserslautern (1988/89), der University of Hawaii in Manoa (1997/98, 1991/92), der University of Massachusetts at Amherst (1984/85) und dem IHES (1983/84).
2016 erhielt er den Leroy P. Steele Prize for Mathematical Exposition der American Mathematical Society gemeinsam mit David A. Cox und John B. Little für ihre einführenden Lehrbücher der algebraischen Geometrie.
O’Shea schrieb auch ein populärwissenschaftliches Buch über die Lösung der Poincaré-Vermutung durch Grigori Perelman und dessen Vorgeschichte, das den Peano-Preis erhielt (2008). Er übersetzt auch aus dem Russischen (für die AMS) und Französischen.
Er hat die kanadische, irische und US-amerikanische Staatsbürgerschaft.
O’Shea ist verheiratet und hat vier Kinder.

## Schriften
Bücher:
- An Exposition of catastrophe theory and its applications to phase transitions, Queen's Papers in Pure and Applied Mathematics, 47, 1977 (Einführung Albert J. Coleman)
- mit David Cox, John Little: Ideals, varieties, and algorithms: an introduction to computational algebraic geometry and commutative algebra, 4. Auflage, Springer Verlag 2015
- mit David A. Cox, John Little: Using algebraic geometry, 2. Auflage, Springer Verlag 2005
- mit J. Callahan, D. Cox, K. Hoffman, H. Pollatsek, L. Senechal: Calculus in Context, New York: W.H. Freeman, 1995 (Instructors' Manual dazu 1996).
- An Introduction to Dynamical Systems and Mathematical Modelling, Stony Brook: Sloan NLA Monographs, 1992
- mit J.W. Bruce und Mount Holyoke College Math Department, Laboratories in Mathematical Experimentation: A Bridge to Higher Mathematics, New York: Springer Verlag, 1997
- Poincarés Vermutung: Die Geschichte eines mathematischen Abenteuers, S. Fischer 2007

Einige Aufsätze:
- Computing Invariants of Hypersurface Singularities, in S. Sertöz (Hrsg.), Algebraic Geometry, Marcel Dekker 1997, S. 296–347
- Limits of Tangent Spaces: Effective Computation in Singularity Theory, in D.T.Lê, K. Saito, B. Teissier (Hrsg.), Singularity Theory, Cambridge: World Scientific Publishing, 1995, S. 549–573
- mit P. J. Giblin: The bitangent sphere problem, Amer. Math. Monthly, Band 97, 1990, S. 5–23.